# Jay Clarke (quần vợt)
Jay Clarke (sinh ngày 27 tháng 7 năm 1998) là vận động viên quần vợt người Anh.

## Sự nghiệp trẻ

### 2012
Được chơi ở đội Anh Quốc nam trẻ dưới 14, với Samuel Ferguson, họ vô địch giải European Winter Cup khi đánh bại Thụy Điển ở chung kết.
Clarke giành được hai giải U14 Châu Âu, trở thành tay vợt Số 1 ở U14 Châu Âu.

### 2015
Clarke là tay vợt số 1 trẻ ở Anh Quốc, sống và tập luyện ở Stockholm, nhưng đã không nhận được tài trợ từ Lawn Tennis Association.

## Sự nghiệp

### 2016-2017
Clarke có được vị trí trong bảng xếp hạng ATP đơn cao nhất là 308, đạt được vào ngày 14 tháng 8 năm 2017. Anh đạt được thứ hạng ATP đôi cao nhất trong sự nghiệp là 283 vào ngày 14 tháng 8 năm 2017.
Clarke nhận được tấm vé đặc cách vòng loại đơn nam Wimbledon 2017 nhưng thua ở vòng chung kết. Clarke đã được trao tấm vé đặc cách cho đôi nam Wimbledon 2017 với Marcus Willis và họ gây bất ngờ ở vòng ba khi đánh đương kim vô địch và là hạt giống số 2 của giải là đôi người Pháp Pierre-Hugues Herbert và Nicolas Mahut trong 5 set.